# An Innocent Man
An Innocent Man es el noveno álbum de Billy Joel, lanzado en 1983. Contenía tres sencillos top del Billboard: "Tell Her About It" alcanzó el #1, "Uptown Girl" llegó al #3 y "An Innocent Man" que llegó al #10. Posteriormente otras tres canciones de este álbum fueron lanzadas: "The Longest Time", "Leave A Tender Moment Alone" y "Keeping the Faith".
Este álbum es un tributo de Billy Joel a la música de su infancia. Billy Joel considera este como un álbum de cantantes, y hace un homenaje a diferentes estilos musicales, incluyendo:
- "Tell Her About It" - Un homenaje a Motown.

- "Uptown Girl" - Un homenaje a Frankie Valli y The Four Seasons.

- "The Longest Time" - Un homenaje al estilo doo-wop, hecho popular a mediados de los años 50. Esta canción requirió de 14 tracks vocales, cada uno hecho por Billy Joel y juntados durante la producción.

## Lista de canciones
Todas las canciones por Billy Joel, excepto los coros de "This Night" por Beethoven.
1. "Easy Money" - 4:04
2. "An Innocent Man" - 5:17
3. "The Longest Time" - 3:42
4. "This Night" - 4:17
5. "Tell Her About It" - 3:52
6. "Uptown Girl" - 3:17
7. "Careless Talk" - 3:48
8. "Christie Lee" - 3:31
9. "Leave a Tender Moment Alone" - 3:56
10. "Keeping the Faith" - 4:41

- Datos: Q482455